# Anton Nokk
Anton Nokk (* 27. Oktober 1797 in Schwarzendorf; † 22. August 1869 in Karlsruhe) war ein deutscher Lehrer und Politiker. Er war Abgeordneter der Zweiten Kammer der Badischen Ständeversammlung.

## Leben und Wirken
Nokk wurde als Sohn eines Bauern und Gerichtsmannes geboren und studierte nach dem Besuch des Gymnasiums 1815 Philosophie, Philologie, Geschichte und Mathematik in Freiburg und Heidelberg. Während seines Studiums wurde er 1818 Mitglied der Alten Freiburger Burschenschaft. Nach seinem Abschluss arbeitete er ab 1821 als Lehrer am Gymnasium in Bruchsal, dessen Direktor er 1838 wurde. In seiner 46-jährigen Laufbahn als Lehrer unterrichtete er hauptsächlich Mathematik. Auf Drängen seines Bundesbruders und Freundes Johann Baptist Bekk wurde er Abgeordneter der Zweiten Kammer der Badischen Ständeversammlung in Karlsruhe. 1848 wurde er Direktor des Lyceums in Freiburg. 1849 war es ihm möglich, die nach der Badischen Revolution inhaftierten Studenten und Schüler aus der Gefangenschaft in den Rastatter Kasematten zu befreien. Aufgrund seiner Verdienste um die Erforschung der griechischen Mathematik wurde er 1857 zum Dr. phil. h. c. der Universität Freiburg ernannt. Er war Geheimer Hofrat.
Nokk war mit der Bruchsalerin Margareta Schmidt verheiratet. Seine Söhne waren Wilhelm Nokk und Rudolf Nokk.